# Zautendorf

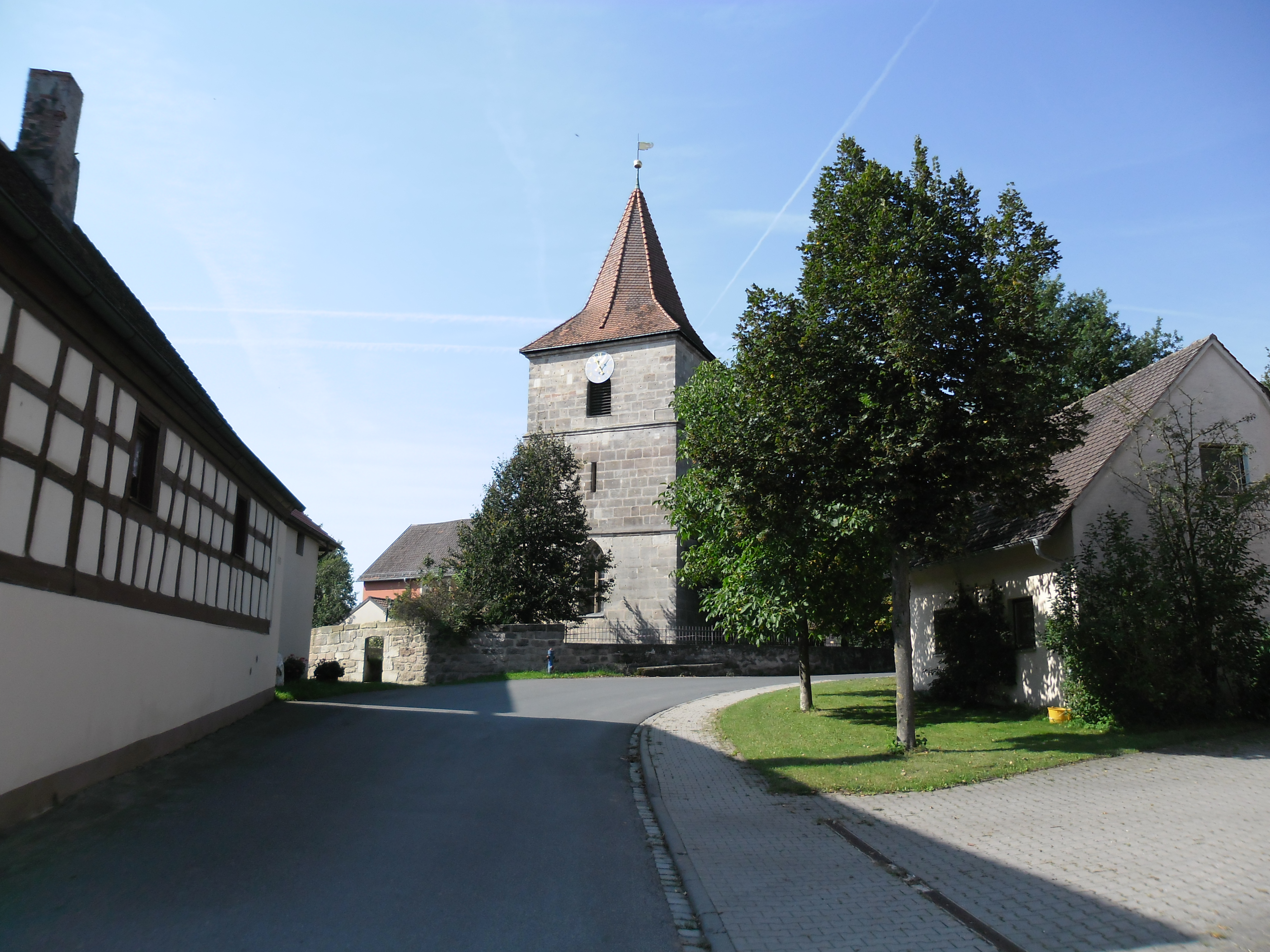
Ortsdurchfahrt mit Johanneskirche Zautendorf (2011)

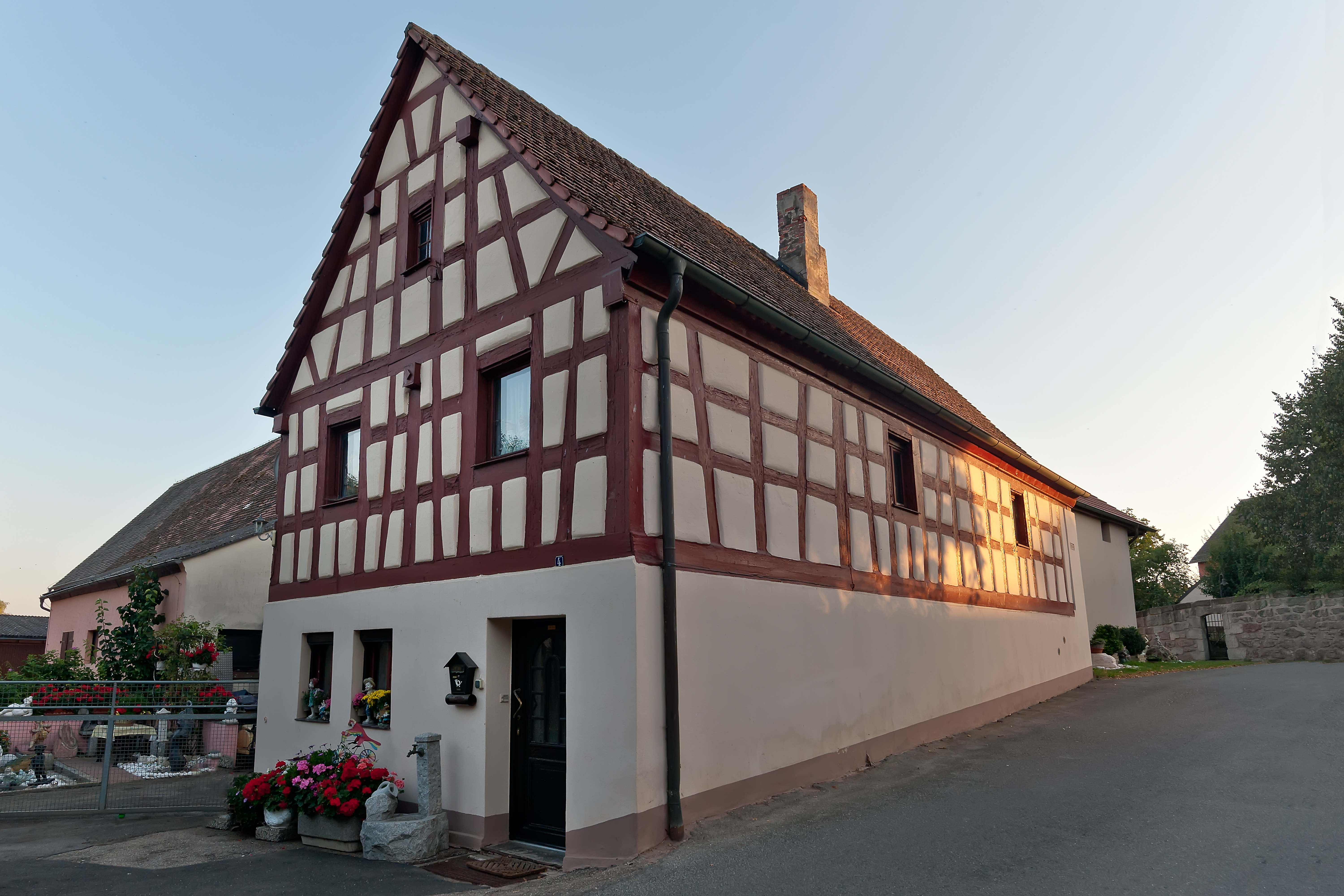
Haus Nr. 4: ehemaliges Gasthaus

Zautendorf (fränkisch: Dsaudn-doaf) ist ein Gemeindeteil des Marktes Cadolzburg im Landkreis Fürth (Mittelfranken, Bayern). Zautendorf liegt in der Gemarkung Deberndorf.

## Geografie
Naturräumlich befindet sich das Kirchdorf im Rangau. Es liegt knapp drei Kilometer südwestlich von Cadolzburg im Tal des Zautendorfer Baches, eines linken Zuflusses des Reichenbaches. Im Nordosten grenzen die Cadolzburger Wegäcker an, im Südosten die Sandleite.
Die Kreisstraße FÜ 19 führt nach Deberndorf (1,9 km westlich) bzw. nach Cadolzburg (3,2 km nordöstlich). Eine Gemeindeverbindungsstraße führt nach Vogtsreichenbach (1,1 km südlich). Ein Wirtschaftsweg führt zum Waldhaus (1,8 km nordöstlich).

## Geschichte
Knapp einen Kilometer südlich des Ortskernes befand sich ein Burgstall unklarer Zeitstellung, der als Bodendenkmal geschützt ist.
Der Ort wurde 1409 als „Czwalkendorff“ erstmals urkundlich erwähnt. Aus der Urkunde geht hervor, dass der große und kleine Zehnt dem Kloster Langenzenn zustand. Im Salbuch des Amtes Cadolzburg von 1414 wurde der Ort als „Zawckendorff“ aufgelistet. 1490 wurde der Ort „Zaultendorff“ genannt, 1540 schließlich „Zaudendorff“. Das Bestimmungswort des Ortsnamens ist der slawische Personenname Sulek.
Die Kirche St. Johannes wurde 1533 erstmals in den Kirchenbüchern als eine Filialkirche von Langenzenn erwähnt. Diese steht über einem hochmittelalterlichen Vorgängerbau und erhielt 1591 ihren Chorturm. Die Friedhofsummauerung entstand im Spätmittelalter.
Gegen Ende des 18. Jahrhunderts gab es in Zautendorf 13 Anwesen. Das Hochgericht übte das brandenburg-ansbachische Stadtvogteiamt Langenzenn aus. Die Dorf- und Gemeindeherrschaft hatte das Rittergut Neudorf. Grundherren waren das Rittergut Neudorf (4 Höfe, 4 Güter, 1 Wirtshaus, 2 Gütlein, 1 Hirtenhaus) und das Katharinenamt der Reichsstadt Nürnberg (1 Hof, 1 Gut).
Von 1797 bis 1808 unterstand der Ort dem Justiz- und Kammeramt Cadolzburg. Im Rahmen des Gemeindeedikts wurde Zautendorf dem 1808 gebildeten Steuerdistrikt Deberndorf zugeordnet. Es gehörte auch der im selben Jahr gegründeten Ruralgemeinde Deberndorf an. Die Bayerische Uraufnahme zeigt Zautendorf in den 1810er Jahren mit 16 Herdstellen rund um die Kirche und ihren ummauerten Gottesacker. Nördlich des Ortes ist der Zautendorfer Bach zu drei zusammen etwa einen Hektar großen Weihern angestaut. Um 1840 zählte man im Ort 13 Höfe und 25 Familien mit insgesamt 108 Seelen. Es gab eine Schule, eine Schreinerei und einen Schmied.
Im Zuge der Gebietsreform in Bayern wurde Zautendorf am 1. Januar 1972 nach Cadolzburg eingemeindet.

### Baudenkmäler
- Evangelisch-lutherische Kirche St. Johannes der Täufer[7]
- Haus Nr. 4: ehemaliges Gasthaus, 1804 erbaut[7]

### Einwohnerentwicklung
| Jahr      | 001818 | 001840 | 001861 | 001871 | 001885 | 001900 | 001925 | 001950 | 001961 | 001970 | 001987 |
| Einwohner | 98     | 108    | 122    | 119    | 95     | 97     | 111    | 140    | 91     | 87     | 133    |
| Häuser    | 17     | 13     |        |        | 19     | 19     | 21     | 18     | 20     |        | 32     |
| Quelle    | [ 16 ] | [ 13 ] | [ 17 ] | [ 18 ] | [ 19 ] | [ 20 ] | [ 21 ] | [ 22 ] | [ 23 ] | [ 24 ] | [ 1 ]  |

## Religion
Der Ort ist seit der Reformation evangelisch-lutherisch geprägt und bis heute nach St. Johannes der Täufer (Zautendorf) gepfarrt. Die Einwohner römisch-katholischer Konfession sind nach St. Otto (Cadolzburg) gepfarrt.